# Hayam Wuruk
Hayam Wuruk (noto anche come Rajasanagara, Pa-ta-na-pa-na-wu o Bhatara Prabhu; 1334 – 1389) è stato un sovrano giavanese della dinastia Rajasa e quarto monarca dell'impero Majapahit. Insieme al suo primo ministro Gajah Mada, regnò su un impero che si trovava al suo apice, e integrò le epiche indù come il Rāmāyaṇa e il Mahābhārata nella cultura giavanese tramite i wayang kulit (o "marionette in cuoio").
La maggior parte dei registri riguardanti la sua vita sono presi da Nagarakretagama e Pararaton.

## Biografia

Albero genealogico della dinastia regnante dei Majapahit e di quella Singhasari loro precedente

### Primi anni
Stando al canto 1 stanza 4 e 5 del Nagarakretagama (composto da Mpu Prapanca nel 1365), Hayam Wuruk, figlio di Tribhuwana Tunggadewi e Sri Kertawardhana o Cakradhara, sarebbe nato nel 1256 Saka, corrispondente al 1334, lo stesso anno dell'eruzione del monte Kelud, il che, stando a Prapanca stesso, sarebbe un segno divino della manifestazione di Batara Gurunata (nome equivalente giavanese di Shiva Mahadewa) nei panni di un re di Giava.
Il suo nome può facilmente essere tradotto come "gallo studioso": stando al Pararaton e al Nagarakretagama, sarebbe uno studente eccezionale nelle arti della corte marziali di arco e scherma, oltre che a essere abile in politica e nelle arti come la scultura e la musica, per giunta di bell'aspetto, brillante, pieno di talento anche per il ballo, tanto che alcune fonti riportano qualche sua partecipazione alla danza topeg, la tradizionale danza in maschera giavanese.

### Regno
Il 1350 vide la morte di Gayatri Rajapatni, consorte di Raden Wijaya, primo re di Majapahit, e nonna di Hayam Wuruk, nel monastero buddhista dove si era ritirata. Tribhuwana, che aveva regnoato sotto gli auspici di Rajapatni, fu obbligata a cedere il trono al figlio sedicenne, che aveva educato per diventare il prossimo monarca dell'impero. Sotto il suo regno, Hayam Wuruk avrebbe esteso il suo potere attraverso l'arcipelago indonesiano, aiutato anche dal suo patih (primo ministro) Gajah Mada, oltre che, essendo esso parte dell'Indosfera della Grande India, contribuire all'indianizzazione della cultura giavanese nel Indianizzazione del Sud-est asiatico sud-est asiatico attraverso l'influire dell'induismo e della sanscritizzazione.
Stando al Pararaton e al Kidung Sunda, nel 1357 Hayam Wuruk era in attesa della sua promessa sposa Dyah Pitaloka Citraresmi, la principessa del regno di Sunda, forse per motivi politici e piantare i semi di un'alleanza tra i due regni. Ma all'arrivo della principessa, di suo padre il re di Sunda e dei di lui più fidati soldati, accadde un grave incidente nella quale i sundanesi furono costretti a combattere contro i majapahit e soccombettero tutti, ultima tra loro la principessa che si tolse la vita. La colpa del cosiddetto incidente di Bubat fu data a Gajah Mada, poiché intendeva esigere una sottomissione dal regno di Sunda.
Molti anni dopo, Hayam Wuruk sposò la sorellastra Paduka Sori, figlia di Dyah Wiyat. Il re avrebbe mandato ambasciate alla cina dal 1370 al 1381, e, stando ancora al Nagarakretagama, Hayam Wuruk avrebbe visitato l'intero suo regno, compresi i villaggi, i siti sacri, i regni vassalli e anche i territori nel Giava orientale.
La regina Sori gli avrebbe dato una figlia, la principessa Kusumawardhani, futura sposa del suo parente Wikramawardhana. Una concubina di Hayam Wuruk gli avrebbe invece dato un figlio, il principe Wirabhumi. Hayam Wuruk morì nel 1389, e tra il figliastro Wikramawardhana e quello naturale Wirabhumi scoppiò una guerra civile di successione, la guerra Paregreg, che avrebbe visto il primo sconfiggere il secondo e succedere al patrigno come re di Majapahit.